# Another Century's Episode 3
Another Century's Episode 3: The Final (アナザーセンチュリーズエピソード 3?, Anazā Senchurīzu Episōdo Tsu The Final), a volte abbreviato in A.C.E.3, è un videogioco d'azione/sparatutto in terza persona prodotto dalla Banpresto e sviluppato dalla FromSoftware. È il sequel del videogioco Another Century's Episode 2 del 2006. È stato pubblicato per Sony Playstation 2 il 6 settembre 2007.
Benché il titolo abbia come sottotitolo The Final, non si tratta affatto del videogioco finale della serie, dato subito dopo fu pubblicato Another Century's Episode R per PlayStation 3 nell'aprile 2010. The Final probabilmente fa riferimento alla conclusione della storia iniziata in Another Century's Episode che è direttamente collegata con la storia di A.C.E.3.

## Serie presenti nel gioco
- Overman King Gainer
- After War Gundam X
- Mobile Suit Gundam
- Mobile Suit Gundam SEED
- Eureka Seven
- Turn A Gundam
- Getter Robot - The Last Day
- Macross Plus
- Metal Armor Dragonar
- Mobile Suit Gundam: Il contrattacco di Char
- Mobile Fighter G Gundam
- Mobile Battleship Nadesico the Movie - Il principe delle tenebre
- Gundam Wing Endless Waltz
- Aura Battler Dunbine
- Macross - Il film
- Brain Powerd
- Wings of Rean

## Altri titoli della serie
- Another Century's Episode (2005)
- Another Century's Episode 2 (2006)
- Another Century's Episode R (2010)
- Another Century's Episode Portable (2011)